# Llista de partits polítics alemanys

## Bundestag
Partits polítics alemanys presents al Bundestag, el parlament alemany:
| Nom del partit                                                                        | Logotip | Color   | Ideologia                                                   | President                       | Representació |
| ------------------------------------------------------------------------------------- | ------- | ------- | ----------------------------------------------------------- | ------------------------------- | ------------- |
| Christlich-Demokratische Union Deutschlands (CDU) Unió Cristiana Demòcrata d'Alemanya | CDU     | negre   | Democràcia cristiana, Conservadorisme                       | Angela Merkel                   | 255           |
| Sozialdemokratische Partei Deutschlands (SPD) Partit Socialdemòcrata d'Alemanya       |         | vermell | Socialdemocràcia                                            | Sigmar Gabriel                  | 193           |
| Die Linke (Linke) L'Esquerra                                                          |         | lila    | Socialisme democràtic                                       | Katja Kipping i Bernd Riexinger | 64            |
| Bündnis 90/Die Grünen (Die Grünen) Aliança '90/Els Verds                              |         | verd    | Ecologisme, Social-liberalisme                              | Cem Özdemir i Simone Peter      | 63            |
| Christlich-Soziale Union (CSU) Unió Cristiana Social                                  |         | gris    | Democràcia cristiana, Conservadorisme, Nacionalisme bavarès | Horst Seehofer                  | 56            |

## Landtage
Altres partits polítics que tenen presència en algun Landtag, el parlament de cada land:
| Nom del partit                                                                       | Logotip | Color     | Ideologia                                                          | President                               | Land amb presència parlamentària                                                               |
| ------------------------------------------------------------------------------------ | ------- | --------- | ------------------------------------------------------------------ | --------------------------------------- | ---------------------------------------------------------------------------------------------- |
| Freie Demokratische Partei (FDP) Partit Democràtic Lliure                            |         | groc      | Liberalisme                                                        | Christian Lindner                       | Baden-Württemberg, Hamburg, Hessen, Baixa Saxònia, Rin del Nord-Westfàlia i Schleswig-Holstein |
| Alternative für Deutschland (AfD) Alternativa per Alemanya                           |         | groc      | Euroescepticisme                                                   | Bernd Lucke, Frauke Petry i Konrad Adam | Brandenburg, Saxònia i Turíngia                                                                |
| Freie Wähler (FW) Votants Lliures                                                    |         | verd fort | Cap en concreta                                                    | Hubert Aiwanger                         | Baviera i Brandenburg                                                                          |
| Nationaldemokratische Partei Deutschlands (NPD) Partit Nacional Demòcrata d'Alemanya |         | marró     | extrema dreta                                                      | Udo Pastörs                             | Mecklemburg-Pomerània Occidental                                                               |
| Bürger in Wut (BIW) Ciutadans en Còlera                                              |         | blau      | Populisme, Conservadorisme                                         | Jan Timke                               | Bremen                                                                                         |
| Piratenpartei Deutschland (PIRATEN) Partit Pirata d'Alemanya                         |         | taronja   | llibertat d'accés a la informació, democràcia directa i privacitat | Stefan Körner                           | Berlín, Rin del Nord-Westfàlia, Saarland i Schleswig-Holstein                                  |
| Südschleswigscher Wählerverband (SSW) Associació de votants d'Slesvig del Sud        |         | blau      | protecció de la minoria danesa                                     | Flemming Meyer                          | Slesvig-Holstein                                                                               |